# West Vision (schip, 1986)
De West Vision is een halfafzinkbaar platform dat in 1986 werd gebouwd door DSME voor Smedvig. Het ontwerp van Maritime Engineering en Smedvig bestaat uit twee pontons met daarop elk twee kolommen en een rechthoekig dek.
In 1987 nam Statoil het platform over en bouwde het bij de Rosenberg Verft om naar Floating Production System. Als halfafzinkbaar productieplatform Veslefrikk B werd het ingezet in het Veslefrikk-veld. 